# Unterholz (Bergisch Gladbach)
Unterholz ist ein Ortsteil im Stadtteil Romaney von Bergisch Gladbach. 

## Geschichte
Die mittelalterliche Siedlungsgründung Holtze wurde 1400 urkundlich nachgewiesen. Später zerfiel sie in die Ortsnamen Ober- und Unterholz. Beide wurden bereits im Urkataster getrennt verzeichnet. Der Siedlungsname Holz nahm Bezug auf die topographische Lage in einem Waldgebiet. 1905 zählte Unterholz sieben Hofstellen mit 31 Einwohnern.
Die Topographia Ducatus Montani des Erich Philipp Ploennies, Blatt Amt Porz, belegt, dass der Wohnplatz bereits 1715 als Viel Höfe kategorisiert wurde und mit Holts bezeichnet wurde.
Carl Friedrich von Wiebeking benennt die Hofschaft auf seiner Charte des Herzogthums Berg 1789 als Holtz. Aus ihr geht hervor, dass Unterholz zu dieser Zeit Teil der Honschaft Combüchen im Kirchspiel Paffrath war.
Unter der französischen Verwaltung zwischen 1806 und 1813 wurde das Amt Porz aufgelöst und Unterholz wurde politisch der Mairie Gladbach im Kanton Bensberg zugeordnet. 1816 wandelten die Preußen die Mairie zur Bürgermeisterei Gladbach im Kreis Mülheim am Rhein. Mit der Rheinischen Städteordnung wurde Gladbach 1856 Stadt, die dann 1863 den Zusatz Bergisch bekam.
Der Ort ist auf der Topographischen Aufnahme der Rheinlande von 1824 als Hinterholz und auf der Preußischen Uraufnahme von 1840 als Unterholz verzeichnet. Ab der Preußischen Neuaufnahme von 1892 ist er auf Messtischblättern regelmäßig als Unterholz oder ohne Namen verzeichnet.
| Jahr | Einwohner | Wohn- gebäude | Kategorie | Bemerkung                        |
| ---- | --------- | ------------- | --------- | -------------------------------- |
| 1822 | 35        |               | Hofstelle | gemeinsam mit Oberholz Holz gen. |
| 1830 | 47        |               | Hofstelle | gemeinsam mit Oberholz Holz gen. |
| 1845 | 47        | 8             | Hofstelle | gemeinsam mit Oberholz Holz gen. |
| 1871 | 86        | 12            | Hofstelle | gemeinsam mit Oberholz Holz gen. |
| 1885 | 65        | 13            | Wohnplatz | gemeinsam mit Oberholz Holz gen. |
| 1895 | 23        | 7             | Wohnplatz |                                  |
| 1905 | 31        | 7             | Wohnplatz |                                  |